# Oskar Kolberg
Pour les articles homonymes, voir Kolberg (homonymie).
Oskar Kolberg, né le 22 février 1814 à Przysucha (duché de Varsovie) et mort le 3 juin 1890 à Cracovie (Pologne), est un ethnographe, folkloriste et compositeur polonais.